# 울진군의 향토문화유산
울진군의 향토문화유산은 국가 또는 도 지정문화재와 문화재 자료로 지정되지 않은 것 중 인위적·자연적으로 형성된 향토적인 문화유산으로서 역사적·학술적·예술적·경관적 가치가 큰 유·무형 문화유산과 고고학적 가치를 가진 자료 등을 말하며 그 유형은 다음과 같다.
1. 향토유형 문화유산 : 건조물, 전적, 서적, 회화, 조각, 고고학자료, 성곽, 명승지, 동·식물자생지, 민속 자료 등 유형의 문화적 소산으로서 향토문화 보존에 필요한 것.
2. 향토무형 문화유산 : 연극, 음악, 무용, 공예기술, 의식, 음식제조 등 무형의 문화적 소산으로서 향토문화 보존에 필요한 것.

## 지정 목록
| 번호 | 그림 | 명칭                 | 소재지                       | 소유자 (관리자)             | 지정·해제일자         | 비고 |
| ---- | ---- | -------------------- | ---------------------------- | --------------------------- | --------------------- | ---- |
| 1호  |      | 울진 신화리 구장정사 | 울진군 북면 울진북로 1821-20 | 구장정사보존회(대표 전광순) | 2012년 10월 22일 지정 |      |

## 참고 문헌
- 울진군 홈페이지 - 고시/공고